# Trevor Fehrman
Trevor Gregory Fehrman (Saint Paul, 14 luglio 1981) è un attore statunitense.

## Biografia e carriera
Nato a sud di Saint Paul, Minnesota, Trevor ha frequentato lì la scuola superiore, dove ha avuto la possibilità di recitare in alcuni spettacoli teatrali, ed ha successivamente intrapreso la carriera di modello per spot pubblicitari locali. Grazie ad essi ha avuto la possibilità di entrare nel mondo dello spettacolo televisivo, recitando nella serie della NBC Encore! Encore!. Mentre frequentava il college nella California del sud, è stato scelto per interpretare il ruolo di Elias nel film Clerks II, successivamente al quale ha iniziato ad uscire con l'attrice Renee Humphrey.
Oltre a Clerks II, nel quale interpreta il ruolo del nuovo collega di Dante e Randal nella catena di fast food Mooby, Fehrman è apparso anche nel film Now You Know, scritto e diretto da Jeff Anderson, che vi recita anche. Trevor ha recitato anche nel film Cheats nel ruolo di Handsome Davis (il bel Davis), uno studente di high school che si fa strada a scuola attraverso degli imbrogli.

## Filmografia

### Film
- In My Life (2002 - film televisivo)
- Cheats (2002) - Bel Davis
- Now You Know (2002) - Biscotto
- Clerks II (2006) - Elias
- Clerks III (2022) - Elias

### Serie televisive
- Encore! Encore! (1998-1999, 3 episodi) - Michael Pinoni
- Odd Man Out (1999 - un episodio) - Keith Carlson